# Lijst van voetbalinterlands Hongarije - Luxemburg
Deze lijst van voetbalinterlands is een overzicht van alle officiële voetbalwedstrijden tussen de nationale teams van Hongarije en Luxemburg. De landen speelden tot op heden elf keer tegen elkaar. De eerste ontmoeting, een vriendschappelijke wedstrijd, werd gespeeld in Luxemburg op 16 januari 1938. Het laatste duel, eveneens een vriendschappelijke wedstrijd, vond plaats op 17 november 2022 in de Luxemburgse hoofdstad.

## Wedstrijden
| №  | Plaats      | Datum            | Competitie           | Wedstrijd             | Uitslag |
| -- | ----------- | ---------------- | -------------------- | --------------------- | ------- |
| 1  | Luxemburg   | 16 januari 1938  | Vriendschappelijk    | Luxemburg – Hongarije | 0 – 6   |
| 2  | Luxemburg   | 13 oktober 1974  | EK 1976 kwalificatie | Luxemburg – Hongarije | 2 – 4   |
| 3  | Szombathely | 19 oktober 1975  | EK 1976 kwalificatie | Hongarije – Luxemburg | 8 – 1   |
| 4  | Luxemburg   | 27 maart 1983    | EK 1984 kwalificatie | Luxemburg – Hongarije | 2 – 6   |
| 5  | Boedapest   | 17 april 1983    | EK 1984 kwalificatie | Hongarije – Luxemburg | 6 – 2   |
| 6  | Luxemburg   | 9 september 1992 | WK 1994 kwalificatie | Luxemburg – Hongarije | 0 – 3   |
| 7  | Boedapest   | 27 oktober 1993  | WK 1994 kwalificatie | Hongarije – Luxemburg | 1 – 0   |
| 8  | Boedapest   | 30 april 2003    | Vriendschappelijk    | Hongarije – Luxemburg | 5 – 1   |
| 9  | Luxemburg   | 3 juni 2011      | Vriendschappelijk    | Luxemburg – Hongarije | 0 – 1   |
| 10 | Luxemburg   | 9 november 2017  | Vriendschappelijk    | Luxemburg – Hongarije | 2 – 1   |
| 11 | Luxemburg   | 17 november 2022 | Vriendschappelijk    | Luxemburg − Hongarije | 2 − 2   |

## Samenvatting
| Competitie        | Totaal gespeeld | Winst Hongarije | Gelijk | Winst Luxemburg | Doelsaldo Hongarije – Luxemburg |
| ----------------- | --------------- | --------------- | ------ | --------------- | ------------------------------- |
| WK-kwalificatie   | 2               | 2               | 0      | 0               | 4 − 0                           |
| EK-kwalificatie   | 4               | 4               | 0      | 0               | 24 − 7                          |
| Vriendschappelijk | 5               | 3               | 1      | 1               | 15 − 5                          |
| Totaal            | 11              | 9               | 1      | 1               | 43 − 12                         |

## Details

### Tweede ontmoeting
| EK 1976 kwalificatie (Luxemburg-stad, Luxemburg, 13 oktober 1974):                      |       |                                                                      |
| Luxemburg                                                                               | 2 – 4 | Hongarije                                                            |
| Gilbert Dussier 15' Gilbert Dussier 43' (pen.)                                          | goals | 18' József Horváth 29' László Nagy 55' László Nagy 71' László Bálint |
| - Debuut van Mihály Pénzes (Rába ETO Győr) en Tibor Kiss (MTK Budapest) voor Hongarije. |       |                                                                      |

### Derde ontmoeting
| EK 1976 kwalificatie (Szombathely, Hongarije, 19 oktober 1975):                                                                              |       |                     |
| Hongarije | 8 – 1 | Luxemburg           |
| Sándor Pintér 13' Tibor Nyilasi 21' Tibor Nyilasi 32' Tibor Nyilasi 44' Tibor Nyilasi 57' Tibor Nyilasi 67' Tibor Wollek 78' Béla Váradi 84' | goals | 83' Gilbert Dussier |
| - Debuut van Tibor Wollek (Videoton SC) voor Hongarije.                                                                                      |       |                     |

### Tiende ontmoeting
| Vriendschappelijk (Luxemburg-stad, Luxemburg, 9 november 2017): |              |                            |
| Luxemburg                                                       | 2 – 1        | Hongarije                  |
| Aurélien Joachim 15' Marvin Martins da Graça 84'                | goals        | 18' Nemanja Nikolić        |
|                                                                 | rode kaarten | 20', 53' Gergő Lovrencsics |
| - Eerste winstpartij van Luxemburg tegen Hongarije.             |              |                            |

MLSZ · A-internationals · Selecties · Bondscoaches · Hongaars vrouwenelftal · Olympisch elftal · Hongarije U21 · Hongarije U20 · Hongarije U19 · Hongarije U18 · Hongarije U17 · Hongarije U16
1902 – 1919 · 
1920 – 1929 · 
1930 – 1939 · 
1940 – 1949 · 
1950 – 1959 · 
1960 – 1969 · 
1970 – 1979 · 
1980 – 1989 · 
1990 – 1999 · 
2000 – 2009 · 
2010 – 2019 ·
2020 − 2029
EK's:
1964 · 
1972 · 
2016 ·
2020 ·
2024
WK's:
1934 · 
1938 · 
1954 · 
1958 · 
1962 · 
1966 · 
1978 · 
1982 · 
1986
OS:
1912 · 
1924 · 
1936 · 
1952 · 
1960 · 
1964 · 
1968 · 
1972 · 
1996
1902 · 
1903 · 
1904 · 
1905 · 
1906 · 
1907 · 
1908 · 
1909 · 
1910 · 
1911 · 
1912 · 
1913 · 
1914 · 
1915 · 
1916 · 
1917 · 
1918 · 
1919 · 
1920 · 
1921 · 
1922 · 
1923 · 
1924 · 
1925 · 
1926 · 
1927 · 
1928 · 
1929 · 
1930 · 
1931 · 
1932 · 
1933 · 
1934 · 
1935 · 
1936 · 
1937 · 
1938 · 
1939 · 
1940 · 
1941 · 
1942 · 
1943 · 
1944 · 
1945 · 
1946 · 
1947 · 
1948 · 
1949 · 
1950 · 
1952 · 
1952 · 
1953 · 
1954 · 
1955 · 
1956 · 
1957 · 
1958 · 
1959 · 
1960 · 
1961 · 
1962 · 
1963 · 
1964 · 
1965 · 
1966 · 
1967 · 
1968 · 
1969 · 
1970 · 
1971 · 
1972 · 
1973 · 
1974 · 
1975 · 
1976 · 
1977 · 
1978 · 
1979 · 
1980 · 
1981 · 
1982 · 
1983 · 
1984 · 
1985 · 
1986 · 
1987 · 
1988 · 
1989 · 
1990 · 
1991 · 
1992 · 
1993 · 
1994 · 
1995 · 
1996 · 
1997 · 
1998 · 
1999 · 
2000 · 
2001 · 
2002 · 
2003 · 
2004 · 
2005 · 
2006 · 
2007 · 
2008 · 
2009 · 
2010 · 
2011 · 
2012 · 
2013 · 
2014 · 
2015 ·
2016 ·
2017 ·
2018 ·
2019 ·
2020 ·
2021 ·
2022 ·
2023 ·
2024
Albanië ·
Algerije ·
Andorra · 
Antigua en Barbuda ·
Argentinië ·
Armenië ·
Australië ·
Azerbeidzjan ·
België ·
Bohemen ·
Bolivia ·
Bosnië en Herzegovina ·
Brazilië ·
Bulgarije ·
Canada ·
Chili ·
China ·
Colombia ·
Costa Rica ·
Cyprus ·
Denemarken ·
DDR ·
Duitsland ·
Egypte ·
El Salvador ·
Engeland ·
Estland ·
Faeröer ·
Finland ·
Frankrijk ·
Georgië ·
Griekenland ·
Ierland ·
IJsland ·
India ·
Iran ·
Israël ·
Italië ·
Ivoorkust ·
Japan ·
Joegoslavië ·
Jordanië ·
Kazachstan · 
Koeweit ·
Kosovo · 
Kroatië ·
Letland ·
Libanon ·
Liechtenstein ·
Litouwen ·
Luxemburg ·
Malta ·
Mexico ·
Moldavië ·
Montenegro ·
Nederland ·
Nederlands-Indië ·
Nieuw-Zeeland ·
Noord-Ierland ·
Noord-Macedonië ·
Noorwegen ·
Oekraïne ·
Oostenrijk ·
Paraguay ·
Peru ·
Polen ·
Portugal ·
Qatar ·
Roemenië ·
Rusland ·
San Marino ·
Saoedi-Arabië ·
Schotland ·
Servië ·
Slovenië ·
Slowakije ·
Sovjet-Unie ·
Spanje ·
Tsjechië ·
Tsjecho-Slowakije ·
Turkije ·
Uruguay ·
Verenigde Arabische Emiraten ·
Verenigde Staten ·
Verenigd Koninkrijk ·
Wales ·
Wit-Rusland ·
Zuid-Korea ·
Zweden ·
Zwitserland
Brazilië (1954) · 
Duitsland (2021) ·
Frankrijk (2021) · 
IJsland (2016) · 
Italië (1938) · 
Oostenrijk (2016) · 
Portugal (2021) · 
West-Duitsland (1954, 2)
FLF · A-internationals · Bondscoaches · Statistieken · Luxemburgs vrouwenelftal · Luxemburg U21 · Luxemburg U19 · Luxemburg U18 · Luxemburg U17 · Luxemburg U16
1911 – 1919 ·
1920 – 1929 ·
1930 – 1939 ·
1940 – 1949 ·
1950 – 1959 ·
1960 – 1969 ·
1970 – 1979 ·
1980 – 1989 ·
1990 – 1999 ·
2000 – 2009 ·
2010 – 2019 ·
2020 − 2029
OS 1920 · 
OS 1924 · 
OS 1928 · 
OS 1936 · 
OS 1948 · 
OS 1952
1911 · 
1912 · 
1913 · 
1914 · 
1915 · 1916 · 1917 · 1918 · 1919 · 
1920 · 
1921 · 1922 · 1923 · 
1924 · 
1925 · 1926 · 
1927 · 
1928 · 
1929 · 1930 · 1931 · 1932 · 1933 · 
1934 · 
1935 · 
1936 · 
1937 · 
1938 · 
1939 · 
1940 · 
1941 · 1942 · 1943 · 1944 · 
1945 · 
1946 · 
1947 · 
1948 · 
1949 · 
1950 · 
1952 · 
1952 · 
1953 · 
1954 · 
1955 · 
1956 · 
1957 · 
1958 · 
1959 · 
1960 · 
1961 · 
1962 · 
1963 · 
1964 · 
1965 · 
1966 · 
1967 · 
1968 · 
1969 · 
1970 · 
1971 · 
1972 · 
1973 · 
1974 · 
1975 · 
1976 · 
1977 · 
1978 · 
1979 · 
1980 · 
1981 · 
1982 · 
1983 · 
1984 · 
1985 · 
1986 · 
1987 · 
1988 · 
1989 · 
1990 · 
1991 · 
1992 · 
1993 · 
1994 · 
1995 · 
1996 · 
1997 · 
1998 · 
1999 · 
2000 · 
2001 · 
2002 · 
2003 · 
2004 · 
2005 · 
2006 · 
2007 · 
2008 · 
2009 · 
2010 · 
2011 · 
2012 · 
2013 · 
2014 · 
2015 ·
2016 ·
2017 ·
2018 ·
2019 ·
2020 ·
2021
Afghanistan ·
Albanië ·
Algerije ·
Armenië ·
Azerbeidzjan ·
België ·
Bosnië en Herzegovina ·
Brazilië ·
Bulgarije ·
Canada ·
Cyprus ·
DDR ·
Denemarken ·
(West-)Duitsland ·
Egypte ·
Engeland ·
Estland ·
Faeröer ·
Finland ·
Frankrijk ·
Gambia ·
Georgië ·
Griekenland ·
Hongarije ·
Ierland ·
IJsland ·
Israël ·
Italië ·
Japan ·
Joegoslavië ·
Kaapverdië ·
Kameroen ·
Kazachstan ·
Letland ·
Liechtenstein ·
Litouwen ·
Madagaskar ·
Malta ·
Marokko ·
Mexico ·
Moldavië ·
Montenegro ·
Myanmar ·
Nederland ·
Nigeria ·
Noord-Ierland ·
Noord-Macedonië ·
Noorwegen ·
Oekraïne ·
Oostenrijk ·
Polen ·
Portugal ·
Qatar ·
Roemenië ·
Rusland ·
San Marino ·
Saoedi-Arabië ·
Schotland ·
Senegal ·
Servië ·
Servië en Montenegro ·
Slovenië ·
Slowakije ·
Sovjet-Unie ·
Spanje ·
Thailand ·
Togo ·
Tsjechië ·
Tsjecho-Slowakije ·
Turkije ·
Uruguay ·
Verenigde Staten ·
Wales ·
Wit-Rusland ·
Zuid-Korea ·
Zweden ·
Zwitserland